# 中华人民共和国第四届农民运动会
中华人民共和国第四届农民运动会于2000年10月29日至11月4日在四川绵阳举行。中國31個省、自治區、直轄市以及台灣民間的河洛農民體育隊的3300名運動員参加13個大项410個小項的爭奪。運動會期間，還召開了全國亿億萬農民健身活動先進鄉鎮、縣（市、區）體育先進個人表彰大會。

## 比赛项目
田径、篮球、乒乓球、武术、龙舟、摔跤、中国象棋、自行车载重、民兵军事三项、舞龙舞狮、毽球花毽、风筝、游泳